# Le Pacte de Sliter
Le Pacte de Sliter (titre original : Spook's: Slither's Tale) est le onzième tome de la série L'Épouvanteur signée Joseph Delaney. Paru en 2012, il est précédé par Le Sang de l'épouvanteur et suivi par Alice et l'Épouvanteur.

## Résumé
Loin du Comté, à l'extrémité du cercle Arctique, dans la cité des Kobalos, une terrible menace se prépare ? Sliter vit sur son propre domaine dans le Nord, où il exploite des humains et s'abreuvent de leur sang. C'est un mage Kobalos, une bête à l'apparence d'un loup qui se déplace sur deux pattes. Le jour où le fermier Rowler meurt, Sliter n'a qu'une envie : dévorer ses trois appétissantes filles. Seulement, il a conclu un marché avec cet homme qu'il se doit d'honorer : en échange de Nessa, la fille aînée qu'il compte vendre comme esclave, il a promis d'épargner les deux plus jeunes et de les conduire chez leur oncle et tante. Les trois sœurs terrifiées n'ont pas d'autre choix que de suivre cette créature assoiffée de sang. Commence alors un long périple dans des conditions extrêmes, sur les terres gelées du Royaume du Nord, où vivent des bêtes démoniaques et sanguinaires...